# Lanita Stetsko
Lanita Igorevna Stetsko (en russe : Ланита Игоревна Стецко), née le 14 août 1993 à Minsk, est une joueuse d'échecs biélorusse, grand maître international féminin et sacrée championne de Biélorussie féminine en 2015.

## Palmarès individuel
Lanita Stetsko remporte plusieurs fois le championnat de Biélorussie d'échecs féminins dans différentes catégories d'âge : chez les moins de 10 ans en 2003, chez les moins de 12 ans en 2005, chez les moins de 14 ans en 2007, chez les moins de 16 ans en 2008 et chez les moins de 18 ans en 2010.
Aux championnats de Biélorussie d'échecs féminins, Lanita Stetsko remporte l'or en 2015, deux médailles d'argent (en 2014 et 2017) et deux de bronze (2009 et 2010),,.
En décembre 2016, elle remporte le tournoi international d'échecs féminin qui se déroule à Tcheliabinsk, en Russie.

## Olympiades d'échecs
Lanita Stetsko joue pour la Biélorussie lors des Olympiades d'échecs féminines:
- En 2010, elle est au quatrième échiquier lors de la 39e Olympiade d'échecs à Khanty-Mansiysk, en Russie (1 victoire, (+), 3 matchs nuls (=), 3 défaites (-)),
- En 2012, elle est au troisième échiquier lors de la 40e Olympiade d'échecs à Istanbul, en Turquie (+7, = 2, -1),
- En 2014, elle est au deuxième échiquier lors de la 41e Olympiade d'échecs (femmes) à Tromsø, en Norvège (+6, = 2, -2),
- En 2016, elle est au deuxième échiquier lors de la 42e Olympiade d'échecs (femmes) à Bakou (+4, = 4, -1).

## Parcours avec l'équipe nationale de Biélorussie
Lanita Stetsko joue pour l'équipe nationale de Biélorussie lors des championnats d'Europe d'échecs des nations :
- En 2013, au deuxième échiquier lors du 10e championnat d'Europe d'échecs à Varsovie, en Pologne (+3, = 4, -2).

## Titres internationaux
En 2013, Lanita Stetsko reçoit le titre de maître international FIDE (MIF). Elle devient grand maître international féminin (GMF) deux ans plus tard.

## En dehors du jeu d'échecs
En 2015, elle est diplômée de l'Institut de technologie commerciale et de gestion de l'université d'État de Biélorussie.